# Édition déspécialisée d'Harmy

L'Édition déspécialisée d'Harmy (Harmy's Despecialized Edition) est une série de restaurations de films faite par des fans de la première trilogie de la saga Star Wars créée par George Lucas : La Guerre des étoiles (1977), L'Empire contre-attaque (1980) et Le Retour du Jedi (1983), dans le but de reproduire la première version des films. 
Les modifications ont été créées par une équipe de fans de Star Wars dirigée par Petr « Harmy » Harmáček, professeur d’anglais de Plzeň, en République tchèque. La trilogie originale a été diffusée en salles par la 20th Century Fox pour Lucasfilm entre 1977 et 1983. Les publications ultérieures en DVD et Blu-ray, telles que les versions « édition spéciale » de 1997, ont introduit des modifications importantes dans les films, notamment des scènes supplémentaires et des nouvelles infographies. Ces modifications ont reçu un accueil mitigé de la part des critiques. Depuis 2018, les films ne sont plus disponibles dans le commerce dans le format de leur sortie originale en salle. 
Harmáček estime que les modifications apportées aux films constituent « un acte de vandalisme culturel » et a décidé de créer en 2010 sa propre version de fans pour restaurer les versions originales sorties en salles en haute définition. N'ayant aucune expérience professionnelle en montage de film, il apprit par lui-même, utilisant des programmes tels que AviSynth et Adobe After Effects. En prenant les éditions 1993 de Laserdisc comme guide et la majorité des matériaux sources des éditions Blu-ray de 2011, Harmáček et une équipe de huit autres fans ont apporté leurs modifications réparties sur plusieurs milliers d'heures de travail. En 2011, un an après le début du projet, la première version de l'Édition Despécialisée d'Harmy a été publiée en ligne. Des versions mises à jour ont été créées au cours des années suivantes. 
En tant qu'édition de fan, l'Édition Despécialisée d'Harmy ne peut pas être achetée ou vendue légalement, et doit « être partagée uniquement par les propriétaires légaux des versions officiellement disponibles ». Par conséquent, les films ne sont disponibles que via différents Tracker BitTorrent et via des programmes spécialisés de téléchargement rapide utilisant des sites de partage de fichiers. Les réactions au projet ont été positives : Nathan Barry de Wired a qualifié les films de « joie absolue à regarder », tandis que Gizmodo les a décrits comme « très très bons ». Sean Hutchinson d'Inverse a placé l'Édition Despécialisée d'Harmy au premier rang de sa liste des meilleurs montages de fans de Star Wars et les qualifie de « la manière parfaite de vivre la saga d'avant 1997 ». 

## Contexte

Logo de Star Wars

La trilogie Star Wars originale était une production de Lucasfilm diffusée en salles par 20th Century Fox entre 1977 et 1983, puis diffusée dans les médias locaux au cours des années 1980 et 1990. Les films ont été distribués par CBS / Fox Video sur plusieurs formats, tels que VHS, Betamax et LaserDisc. En 1997, à l'occasion du 20e anniversaire de Star Wars, Lucas a republié les nouvelles versions de la trilogie sur les théâtres, les nommant «Éditions spéciales». Les éditions spéciales ont apporté un certain nombre de modifications aux versions originales, notamment en ajoutant de meilleurs effets numériques, des scènes inédites et de toutes nouvelles séquences CGI.
Les réactions aux nouvelles versions ont été mitigées. Les commentateurs ont critiqué des ajouts inutiles, tels que Jabba le Hutt généré par ordinateur dans le premier film et un nouveau numéro musical dans Le Retour du Jedi. Une modification impliquant le chasseur de primes Greedo tirant sur Han Solo a provoqué une colère considérable. Des modifications supplémentaires à la trilogie ont été ajoutées au DVD de 2004 et aux versions Blu-ray de 2011 qui ont elles aussi attiré les critiques. La dernière version des séquences originales remonte à 2006, lorsque des masters non restaurés utilisés pour le LaserDisc de 1993 ont été ajoutés en tant que bonus à une série limitée de DVD. Les fans ont baptisé cette sortie «La trilogie inédite de George» (GOUT). En 2010, Lucas a déclaré qu'apporter les versions originales sur Blu-ray serait un processus «très, très coûteux»; en 2017, les films sont toujours uniquement disponibles dans leurs versions altérées. 
En raison de ces changements, un groupe de fans rencontré sur différents forums Internet s'est réuni pour construire des restaurations de meilleure qualité appelé fan edit à l'aide de leurs matériels d'enregistrements personnels et en mélangeant le DVD Special Edition avec les transferts LaserDisc. Une telle reconstruction de L'Empire contre-attaque a été créée par le fan Adywan.

## Production

### Conception
Petr Harmáček (connu en ligne sous le pseudonyme «Harmy») avait regardé une version doublée de la version originale de Star Wars à l'âge de six ans, puis avait vu les éditions spéciales de L'Empire Contre-Attaque et Le Retour du Jedi de 1997. Même s'il a commencé par les admirer, il a été déçu d'apprendre combien les films avaient été modifiés de manière rétroactive. Il a affirmé que le remplacement des effets originaux par des effets numériques recomposés était «un acte de vandalisme culturel». Fan de la trilogie originale, il avait rédigé sa thèse de premier cycle sur leur impact culturel. Après avoir vu une bande-annonce de L'Empire Contre-Attaque présentée par Adywan, Harmáček a été inspiré pour créer une version du film qui «annulait» les modifications post-1977 et restituait les sorties théâtrales en haute définition. Il a décrit sa motivation de la manière suivante: «Je voulais être capable de montrer aux personnes qui n'ont pas encore vu Star Wars, comme mon petit frère ou ma petite amie, la version originale, primée par un Oscar, mais je ne voulais pas leurs présenter la version en mauvaise qualité». Les montages de Harmáček ont été les premiers à reproduire les sorties en salles en HD.

### Édition
Harmáček a commencé à créer ses nouvelles séquences en 2010. À l'époque, il travaillait comme professeur d'anglais à Plzeň, en République tchèque, et n'avait aucune expérience professionnelle en montage de film. Il apprit par lui même au fur et à mesure de la progression du projet, en commençant par les compétences qu’il avait acquises sur Photoshop à l'université,. Pour supprimer les modifications postérieures à 1977, Harmáček devait parcourir le film image par image, en corrigeant les couleurs et en effectuant une rotoscopie,. Annuler certains coups de feu ne prenait qu’une heure, alors que d’autres en prenaient des centaines. Les couleurs des sabres laser ont été corrigés, les plans du cockpit du Faucon Millenium ont été recadrés, la voix de Boba Fett a été modifiée, les personnages et les arrière-plans CGI ont été supprimés. Pour créer ses versions, les  matériels sources ont été tirées des versions Blu-ray de 2011, des émissions HDTV des DVD de 2004, de GOUT, des émissions numériques de l'édition spéciale de 1997, des LaserDiscs de 1993, des transferts numériques d'un fichier espagnol en 35 mm Kodak LPP et en pellicules 70 mm, des pellicules 16 mm, et des images fixes des Matte painting originales. Harmáček a combiné ces sources à l'aide de programmes tels que Avisynth et Adobe After Effects. 
Harmáček a été assisté par un groupe de fans ayant un état d’esprit similaires sur le site Web OriginalTrilogy.com qu'il connaissait uniquement par leurs pseudonymes : Dark Jedi, YouToo, Puggo, Team Negative 1, Belbucus, Hairy_Hen, CatBus et Laserschwert. Au total, le projet a nécessité des milliers d’heures de travail. En 2011, un an après le début du projet, la première version de L'Édition Despécialisée d'Harmy a été publiée en ligne; de nouvelles versions et mises à jour ont été créées régulièrement au cours des cinq années qui ont suivi. En février 2017, les versions les plus récentes «despécialisées» de Star Wars, L'Empire contre-attaque et Le Retour du Jedi sont respectivement les versions 2.7, 2.0 et 2.5. À la suite de son projet, Harmáček a quitté son poste d'enseignant et a été embauché par UltraFlix en 2015 pour préparer et restaurer une bibliothèque de films codés au format 4K destinés à la vente et à la location. Depuis, il a rejoint UPP, une maison d'édition d'effets spéciaux basée à Prague, en tant que compositeur numérique 2D et a collaboré sur des projets tels que Blade Runner 2049, Wonder Woman et The Terror,.

### Légalité
La légalité du téléchargement de l’édition déspécialisée de Harmy est controversée. En tant que montage, la version ne peut être ni achetée ni vendue en toute légalité, et établit une distinction entre utilisation loyale et violation du droit d'auteur. OriginalTrilogy.com indique que les modifications sont «effectuées à des fins culturelles, historiques et éducatives» et qu'elles «doivent être partagées uniquement par les propriétaires légaux des versions officiellement disponibles». Par conséquent, les films ne sont disponibles que via différents Tracker BitTorrent et via des programmes spécialisés de téléchargement rapide utilisant des sites de partage de fichiers,. Harmáček lui-même a déclaré: «Je suis convaincu que 99% des personnes qui téléchargent ce logiciel ont déjà acheté Star Wars 10 fois en DVD». En date de novembre 2015, il n’a reçu aucun problème juridique de Lucasfilm concernant son édition déspécialisée. 

## Réception
Les réactions à l’édition déspécialisée de Harmy ont été universellement positives. En écrivant pour Inverse, Sean Hutchinson l’a placé au premier rang de sa liste des meilleurs montages de fans de Star Wars et l’a décrit comme «le moyen idéal de vivre la saga d'avant 1997». Whitson Gordon de Lifehacker a qualifié les modifications «de la meilleure version de Star Wars que vous puissiez regarder», et les a nommées «la version de Star Wars que nous réclamons depuis 20 ans». De même, Nathan Barry de Wired a qualifié les films de «joie absolue à regarder» tandis que Gizmodo les a décrits comme «très, très bons». Dans un article énumérant les articles préférés d'Ars Technica dans Star Wars, Sam Machkovech a sélectionné l’édition déspécialisée de Harmy, l'appelant «un régal». 